# Chorocaris vandoverae
Chorocaris vandoverae is een garnalensoort uit de familie van de Alvinocarididae. De wetenschappelijke naam van de soort is voor het eerst geldig gepubliceerd in 1990 door Martin & Hessler.